# Li Linsi
Li Linsi (em chinês tradicional: 厲麟似; chinês simplificado: 厉麟似; Lì Línsì, pela pinyin; Hancheu, 18 de fevereiro de 1896 — Xangai, 21 de Outubro de 1970) foi um educador, diplomata e estudioso chinês moderno, reconhecido como uma das principais figuras da história cultural e diplomática da China moderna. Conhecido como o Mahatma Gandhi da China, Li era o líder da resistência não violenta da China contra a agressão japonesa. Sua pesquisa militar contribuiu enormemente para a guerra antijaponesa da China. Ele era conhecido por seus esforços para salvar centenas de judeus que fugiram para Xangai durante a Segunda Guerra Mundial. Um consultor diplomático de Chiang Kai-shek, Li foi um facilitador chave do relacionamento China-Alemanha durante a década de 1930, e foi um grande defensor da diplomacia da China com a Liga das Nações. Ele foi co-fundador de algumas das organizações mais influentes da China, incluindo a filial chinesa das Nações Unidas. Sendo reputado como uma ponte humana ligando as culturas chinesa e europeia, Li fez uma grande contribuição para ajudar o Ocidente a compreender as antigas filosofias chinesas e introduziu muitos pensamentos progressistas ocidentais na China. Ele morreu em Xangai durante a Revolução Cultural.

## Biografia

### Juventude
Li Linsi nasceu em uma distinta família literária chinesa em Hancheu, em fevereiro de 1896. Seu pai, Li Liangyu (厉良玉), foi um renomado artista da dinastia Qing, que co-fundou a Xiling Society of Seal Arts, uma das mais importantes associações de artes tradicionais da China. Li foi nutrido por sua família desde a infância, o que estabeleceu uma base sólida para seu futuro sucesso nos estudos tradicionais chineses.

### Atividades na Europa
Depois de se formar na Universidade de Tongji em Xangai e na Universidade Sophia em Tóquio, Li Linsi continuou sua educação na Alemanha, graduando-se na Universidade de Jena e na Universidade de Heidelberg sucessivamente. Ele obteve seu mestrado em direito e doutorado em filosofia.
Li estudou e viveu na Alemanha e na Europa por 10 anos. Exceto para obter diplomas em direito e filosofia, ele também dedicou tempo para aprender política, educação e militar, além de dominar a Alemanha, o inglês, o francês, o espanhol, o russo, o português e outras línguas.
Viajando extensivamente pela Europa, Li entrou em contato com uma série de idéias progressistas ocidentais e conheceu um punhado de estudantes chineses promissores, incluindo Zhou Enlai (周恩来) e Zhu De (朱德), que mais tarde se tornaram líderes da República Popular da China. Ele também estabeleceu uma profunda amizade com o sinologista alemão Richard Wilhelm.
Li participou do primeiro Instituto da China na Alemanha, na Universidade de Frankfurt, uma instituição de pesquisa fundada por Richard Wilhelm. A instalação estava comprometida em incentivar o Ocidente a entender melhor as culturas chinesas. Ele ajudou a instituição a iniciar vários periódicos em estudos chineses e ajudou a organizar vários seminários e exposições sobre estudos chineses para a instituição.

### Carreira no governo da República da China
Li Linsi retornou à China em 1930 e se juntou ao governo como oficial de educação sob a recomendação de Chiang Kai-shek (蒋介石), o então líder da República da China. Mais tarde ele se tornou um consultor diplomático para Chiang.
Li foi um dos principais proponentes e praticante da diplomacia da China com Liga das Nações na década de 1930. Ele promoveu ativamente a comunicação, cooperação e coordenação entre a China e a Liga das Nações. Em 1932, para fortalecer a relação entre a China e a Liga das Nações, Li serviu como representante cultural e educacional do governo chinês para fazer uma visita oficial à Europa, incluindo a Suíça, onde a Liga das Nações estava sediada. A bem-sucedida viagem de seis meses melhorou o intercâmbio cultural e a cooperação entre a China, a Europa e a Liga das Nações.
Li também foi co-fundador de algumas das organizações mais influentes da China, incluindo o Instituto de Cooperação Cultural Mundial da China, na Liga das Nações, em 1933.
Li avançou efetivamente os laços diplomáticos entre a China e a Liga das Nações e desempenhou um papel importante na operação de algumas afiliadas chinesas da Liga das Nações, incluindo a Associação da Liga das Nações da China e o Instituto de Cooperação Cultural Mundial da China na Liga das Nações. Li também participou da fundação da filial chinesa das Nações Unidas depois que a Liga das Nações foi substituída pelas Nações Unidas.
Li desempenhou um papel crucial na existência e desenvolvimento da Missão Militar Alemã na China, e foi um facilitador chave do relacionamento China-Alemanha durante os anos 1930. Ele era o braço direito de Chiang Kai-shek na diplomacia da China em relação à Alemanha e um elo entre os principais líderes chineses e o grupo de assessoria militar alemã.

### Ajudando os judeus durante a Segunda Guerra Mundial
Depois que a Guerra da China com o Japão (1937-45) eclodiu em 1937, Li renunciou ao cargo no governo central e transferiu sua família de Nanjing para Xangai. No período da Ilha Isolada em Xangai durante a Segunda Guerra Mundial, a família de Li viveu na Estrada Ximo, no assentamento internacional de Xangai, uma área que não era ocupada por invasores japoneses.
Como uma figura de prestígio nos círculos culturais e diplomáticos da China, Li foi convidada como professora na Universidade Nacional de Jinan - a primeira universidade na China a recrutar estudantes estrangeiros.
Durante esse período, um grande número de judeus, principalmente da Alemanha, Áustria e Polônia, fugiu para Xangai para escapar dos nazistas. Li tinha a reputação de ajudar os judeus na comunidade judaica de Xangai. Usando suas conexões pessoais e recursos, Li ajudou a tornar Xangai um lugar melhor para os refugiados judeus. Li ficou profundamente comovido com a tragédia dessas pessoas e contribuiu o máximo que pôde para a comunidade judaica como um nativo rico que viveu mais de uma década na Alemanha. Ele até abrigou vários refugiados judeus que eram seus amigos na Alemanha.
Com a ajuda de Li e de outros nativos ricos, surgiu uma comunidade judaica moderna. Xangai tornou-se um raro ponto brilhante para o povo judeu na situação sombria daquela época.

### Mahatma Gandhi da China
Conhecido como Mahatma Gandhi, da China, Li levou os intelectuais de Xangai a combater os invasores japoneses de maneira não violenta durante a Guerra da China com o Japão. A filosofia não-violenta de Li inspirou uma vasta multidão, não apenas as elites culturais chinesas, mas também uma nova geração de estudantes, bem como as massas chinesas e pessoas da comunidade internacional.
Li fez uma extensa pesquisa sobre trabalhos militares japoneses e alemães. Sua pesquisa desempenhou um papel importante na guerra antijaponesa da China.

### Carreira sob o PRC
Após a fundação da República Popular da China em 1949, Li trabalhou como professor na Universidade de Estudos Internacionais de Xangai e cultivou uma série de qualidade idioma talentos. Ele morreu durante a Revolução Cultural da China em Xangai aos 74 anos de idade.